# Hermann Stessl
Hermann Stessl (* 3. September 1940 in Graz) ist ein ehemaliger österreichischer Fußballspieler und -trainer. Er begann seine Karriere beim Grazer AK, wo er von 1952 bis 1969 spielte. Danach wechselte er zum FC Dornbirn, wo er ein Jahr später seine Profikarriere beendete. Nach der Profikarriere erhielt er die UEFA A-Lizenz zum Fußballtrainer. Seine erfolgreichste Zeit hatte er beim FK Austria Wien, wo er viermal Österreichischer Meister wurde und je einmal Österreichischer Cupsieger und Supercupsieger. Mit dem FC Porto gewann er den Portugiesischen Supercup. 1996 beendete Herrmann Stessl die Profitrainerkarriere.

## Erfolge

### Als Spieler
Grazer AK
- 2 × Österreichischer Cup-Finalist: 1962, 1968

### Als Trainer
FK Austria Wien
- 4 × Österreichischer Meister: 1978, 1979, 1986, 1993
- 1 × Österreichischer Cupsieger: 1986
- 1 × ÖFB-Supercupsieger:1993
- 1 × Europacup-Finalist: 1978 (CC)
- 1 × Europacup-Halbfinalist: 1979 (CM),

FC Porto
- 1 × Portugiesischer Supercupsieger: 1981
- 1 × Portugiesische Vizemeister: 1980/81
- 1 × La Coppa Mundialito de Cubes: 1981

Kapfenberger SV
- 1 × Meister 2. Spielstufe: 1973

Grazer AK
- 1 × Meister 2. Spielstufe: 1975